# كريس سانتوس
كريس سانتوس (بالإنجليزية: Chris Santos)‏ هو طاهي أمريكي، ولد في 26 مارس 1971 في فول ريفر في الولايات المتحدة.